# Верхнечелюстная артерия
Верхнечелюстна́я арте́рия (лат. a. maxillaris) — конечная ветвь наружной сонной артерии, более крупная, чем другая её конечная ветвь — поверхностная височная артерия. 

## Топография
Сначала артерия располагается медиальнее ветви нижней челюсти, после чего идёт до подвисочной ямки и до крыловидно-нёбной ямки, где распадается на конечные ветви.
Топографически верхнечелюстная артерия делится на три отдела: челюстной, крыловидный и крыловидно-нёбный, от каждого из которых будут отходить свои ветви.

### Челюстной отдел
1. Глубокая ушная артерия (лат. a. auricularis profunda) кровоснабжает височно-челюстной сустав, наружный слуховой проход, барабанную перепонку;
2. Передняя барабанная артерия (лат. a. tympanica anterior) идёт к слизистой оболочке барабанной полости;
3. Нижняя альвеолярная артерия (лат. a. alveolaris inferior) по своему ходу отдаёт зубные ветви (лат. rr. dentales), подбородочную артерию (лат. a. mentalis), кровоснабжающую мимические мышцы и кожу подбородка, также артерия будет отдавать челюстно-подъязычную артерию (лат. a. mylohyoideus), которая кровоснабжает переднее брюшко двуглавой мышцы и одноимённую мышцу;
4. Средняя менингеальная артерия (лат. a. meningea media) идёт к твёрдой оболочке головного мозга (лат. rr. frontales et parietales), по своему пути отдавая верхнюю барабанную артерию (лат. a. tympanica superior) к слизистой барабанной полости.

### Крыловидный отдел
1. Щёчная артерия (лат. a. buccalis) к мышце и слизистой оболочке щеки;
2. Жевательная артерия (лат. a. masseterica) к жевательной мышце;
3. Глубокая барабанная артерия (лат. a. tympanica profunda) в толще височной мышцы;
4. Верхняя задняя альвеолярная артерия (лат. a. alveolaris superior posterior) проникает в верхнечелюстную пазуху, кровоснабжает слизистую оболочку, также отдаёт зубные ветви (лат. rr. dentales), которые кровоснабжают зубы и дёсны верхней челюсти;
5. Крыловидные ветви (лат. rr. pterygoidei) к одноимённым мышцам.

### Крыловидно-нёбный отдел
1. Подглазничная артерия (лат. a. infraorbitalis);
2. Нисходящая нёбная артерия (лат. a. palatina descendens) вначале отдаёт артерию крыловидного канала (лат. a. canalis pterygoidei), кровоснабжающую верхнюю часть глотки, слуховую трубу, твёрдое и мягкое нёбо. Нисходящая нёбная артерия анастомозирует с восходящей нёбной артерией — веточкой лицевой артерии;
3. Клиновидно-нёбная артерия (лат. a. sphenopalatina) попадает в полость носа и отдаёт латеральные задние носовые артерии (лат. aa. nasales posteriores laterales) и задние перегородочные ветви (лат. rr. septales posteriores) к задней части перегородки носа и к слизистой носа[3].